# 第89回アカデミー賞
第89回アカデミー賞（だい89かいアカデミーしょう）は、映画芸術科学アカデミー（AMPAS）が主催する賞であり、2016年の映画を対象とし、2017年2月26日にカリフォルニア州ロサンゼルス市ハリウッドのドルビー・シアターで午後5時30分（PST）より授賞式が行われた。アメリカ合衆国ではABCによって放送し、プロデューサーはマイケル・デ・ルカとジェニファー・トッド、ディレクターはグレン・ウェイスが務めた。司会は今回が初となるコメディアンのジミー・キンメルが務めた。
これに先立ってアカデミーは第8回ガヴァナーズ賞授賞式を2016年11月12日にハリウッド&ハイランドセンターのグランド・ボールルームで開催した。また2017年2月11日、ビバリーヒルズのビバリー・ウィルシャー・ホテルで開かれた授賞式で司会のジョン・チョーとレスリー・マンによりアカデミー科学技術賞が贈られた。
『ムーンライト』は作品賞を含む3部門を受賞し、史上最多14部門で候補に挙がった『ラ・ラ・ランド』は6部門を獲得した。『ムーンライト』の作品賞受賞の際には誤って『ラ・ラ・ランド』が受賞作品であると発表される大ミスが発生した。『ムーンライト』は作品賞を獲得した史上初のLGBT関連映画であり、同時に主要キャストが全て黒人の映画でもある。この他には『ハクソー・リッジ』と『マンチェスター・バイ・ザ・シー』が2部門で受賞を果たし、次いで『メッセージ』、『ファンタスティック・ビーストと魔法使いの旅』、『フェンス』、『ジャングル・ブック』、『O.J.: Made in America』、『ひな鳥の冒険』、『セールスマン』、『合唱』、『スーサイド・スクワッド』、『ホワイト・ヘルメット -シリアの民間防衛隊-』、『ズートピア』が1部門を獲得した。

## 受賞と候補
第89回アカデミー賞の候補者は2017年1月24日にアカデミーより全世界にストリーミング配信された。『ラ・ラ・ランド』は1950年の『イヴの総て』、1997年の『タイタニック』に並んで史上最多の14部門で候補に挙がった。次いで『メッセージ』と『ムーンライト』が8部門で候補に挙がった。また長編ドキュメンタリー賞候補作品である『O.J.: Made in America』の上映時間は467分であるが、これは第41回で外国語映画賞を獲得した『戦争と平和』の431分を上回って史上最長作である。

### 結果

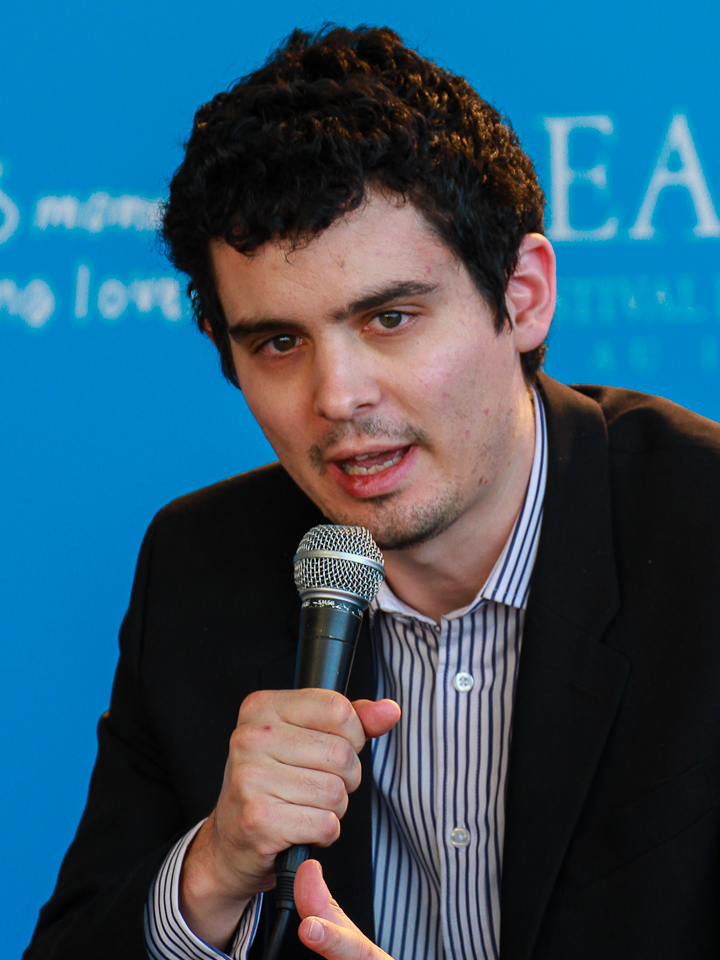
32歳のデミアン・チャゼルは史上最年少での監督賞受賞者となった。

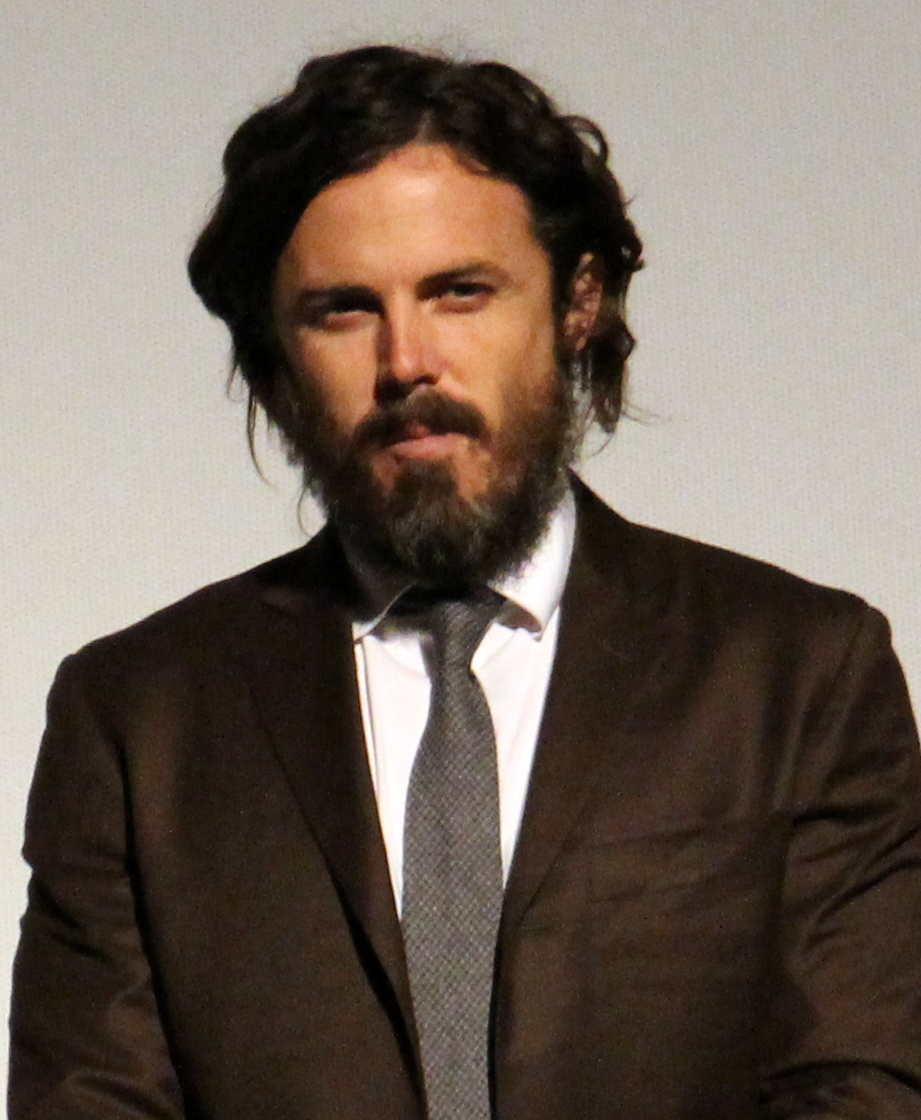
ケイシー・アフレックは主演男優賞を獲得した。

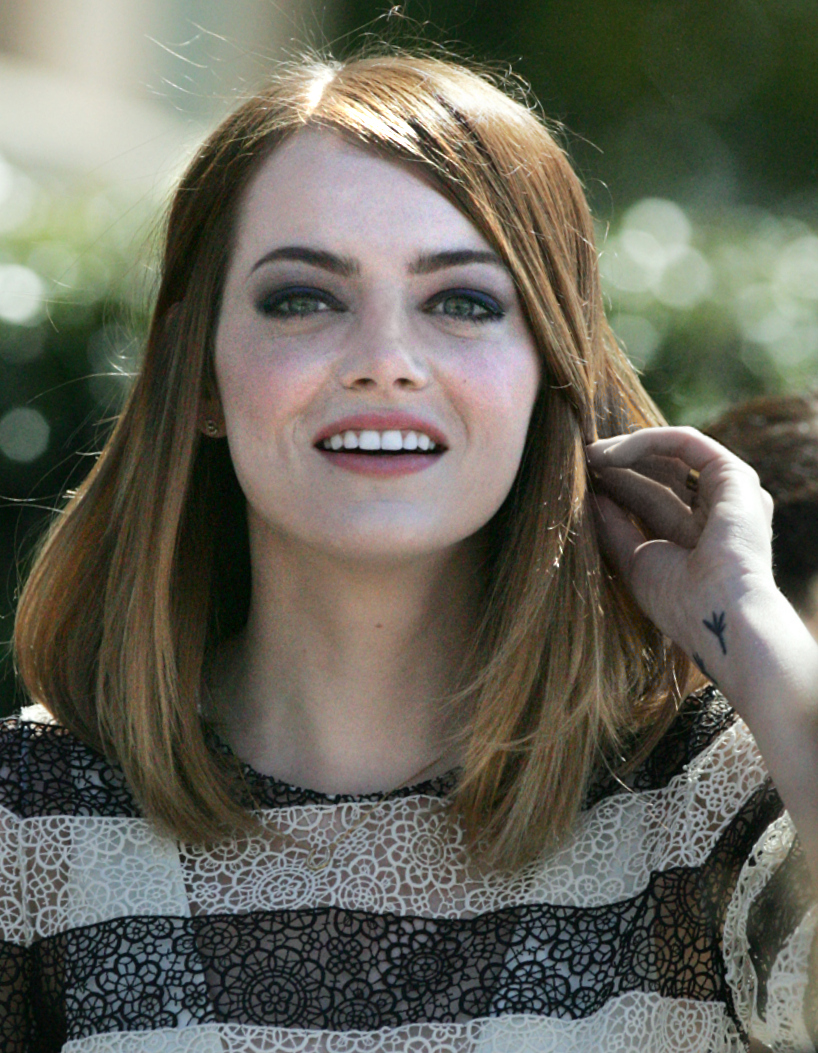
エマ・ストーンは主演女優賞を獲得した。

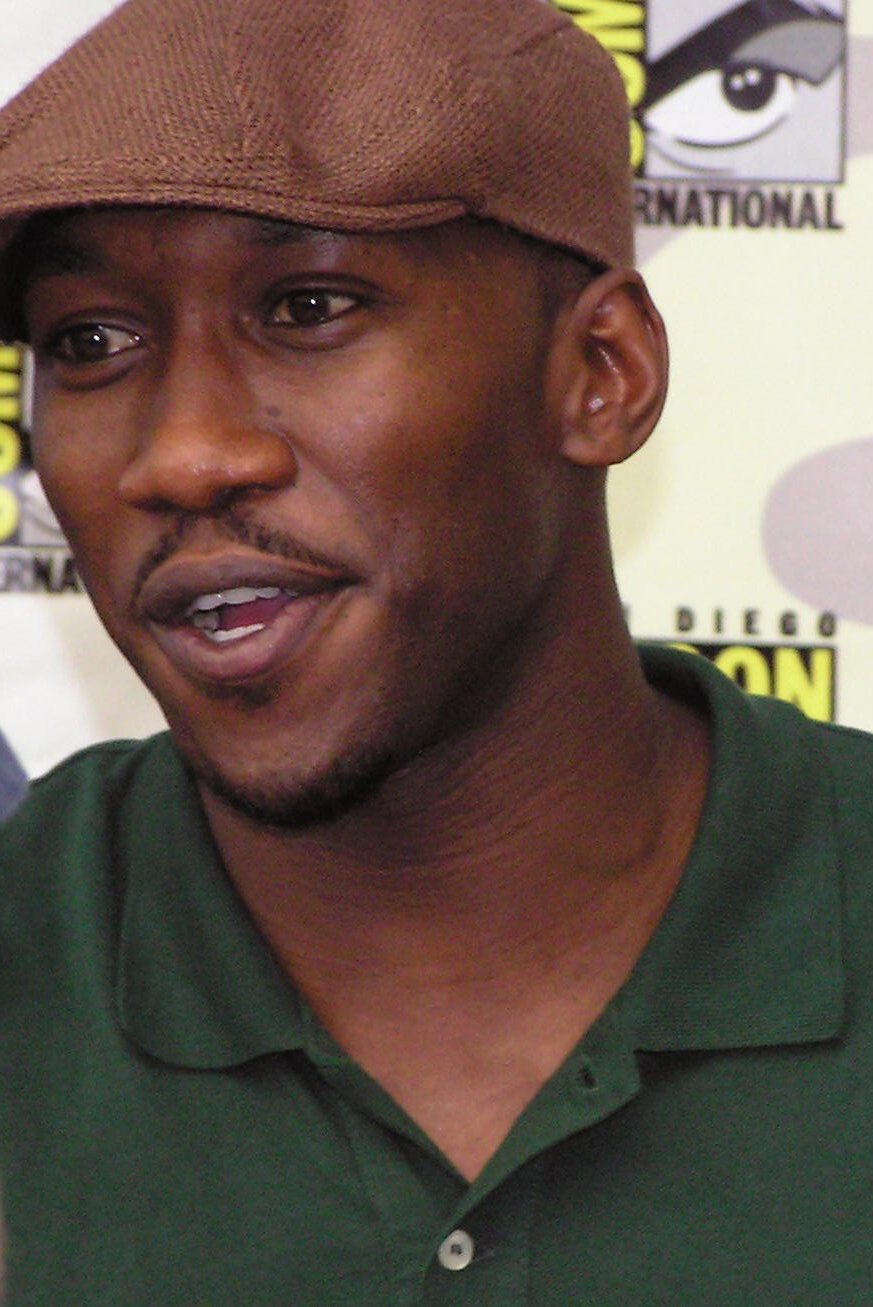
マハーシャラ・アリは助演男優賞を獲得した。

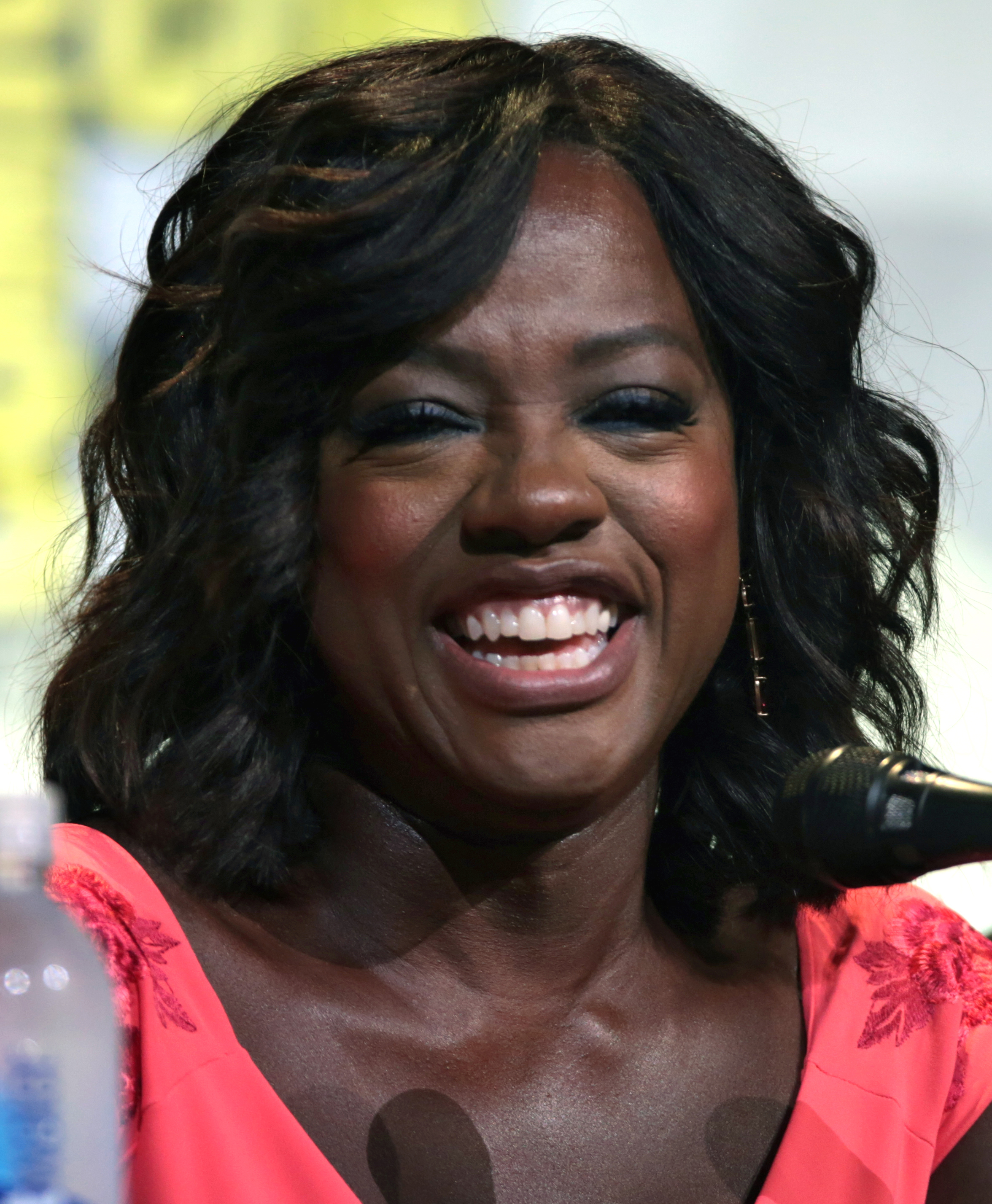
ヴィオラ・デイヴィスは助演女優賞を獲得した

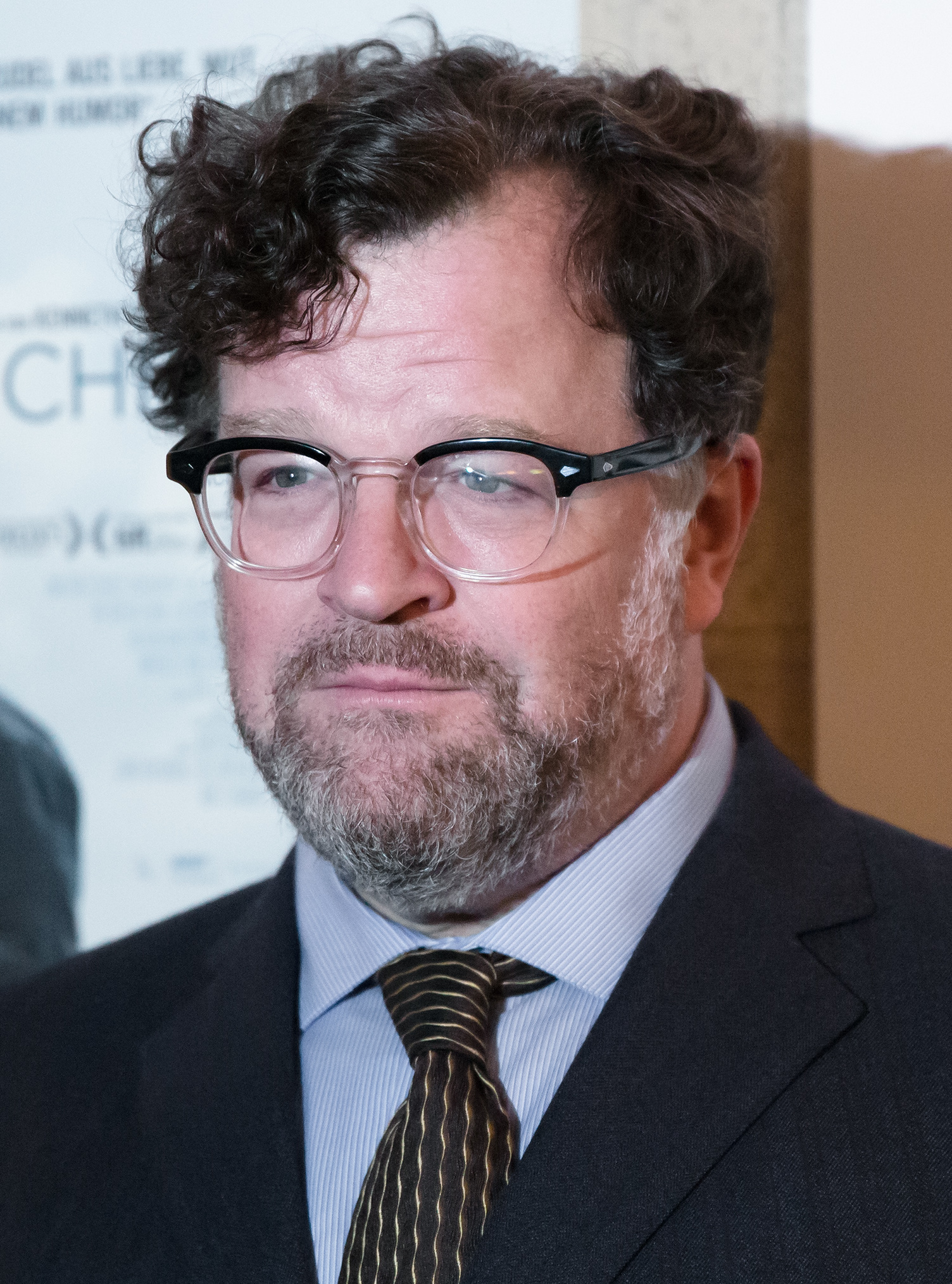
ケネス・ロナーガンは脚本賞を獲得した。

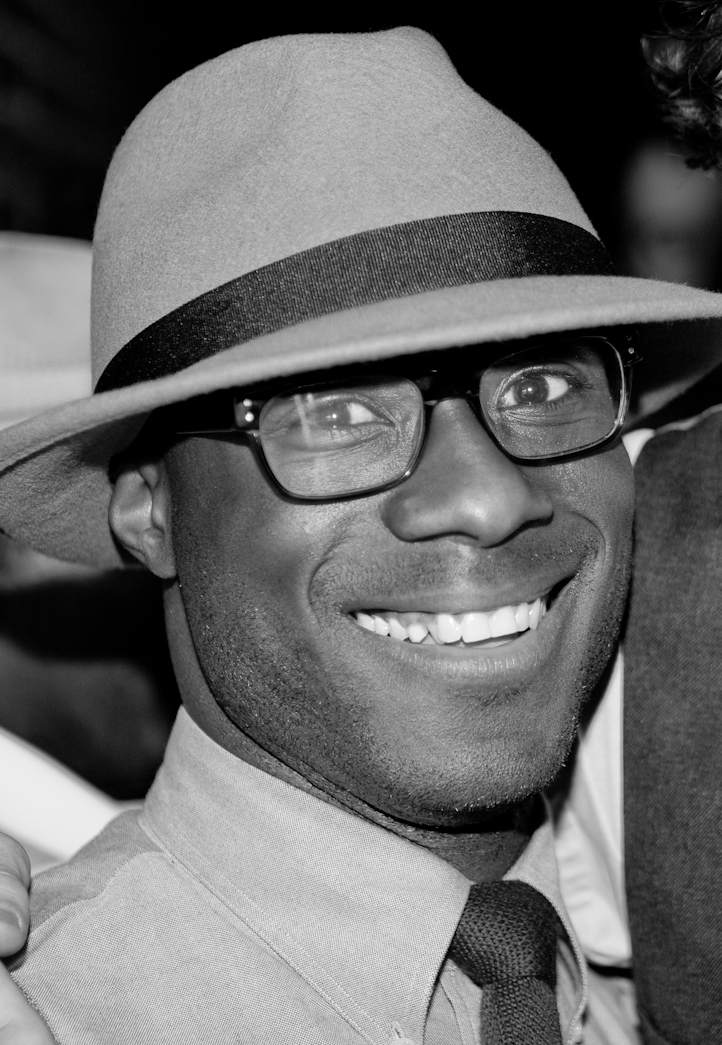
バリー・ジェンキンスは脚色賞を獲得した。

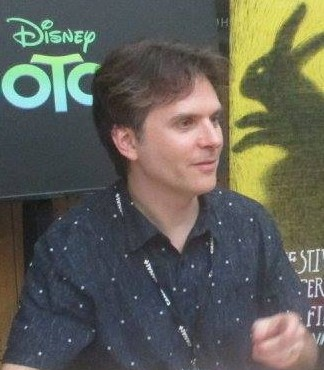
バイロン・ハワードは長編アニメ映画賞を獲得した。

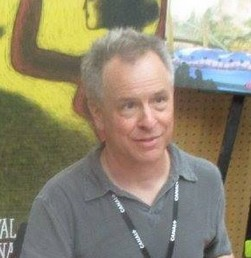
リッチ・ムーアは長編アニメ映画賞を獲得した。

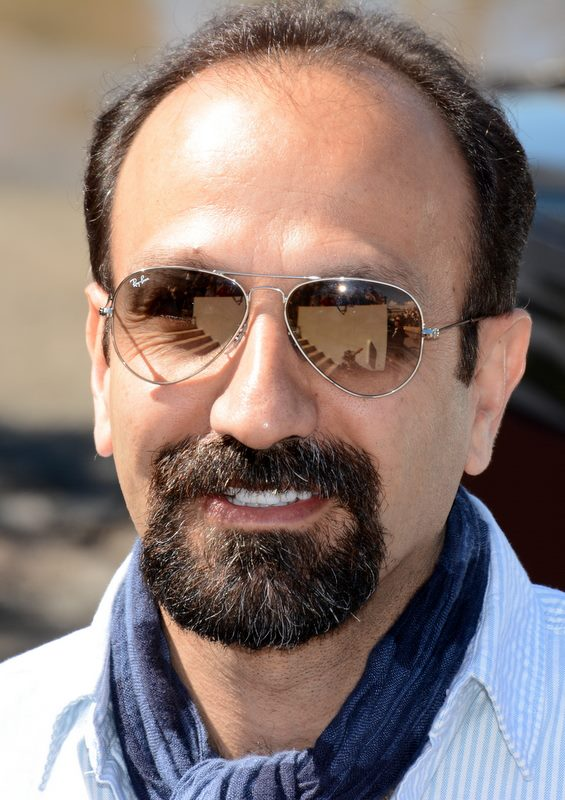
アスガル・ファルハーディーは外国語映画賞を獲得した。

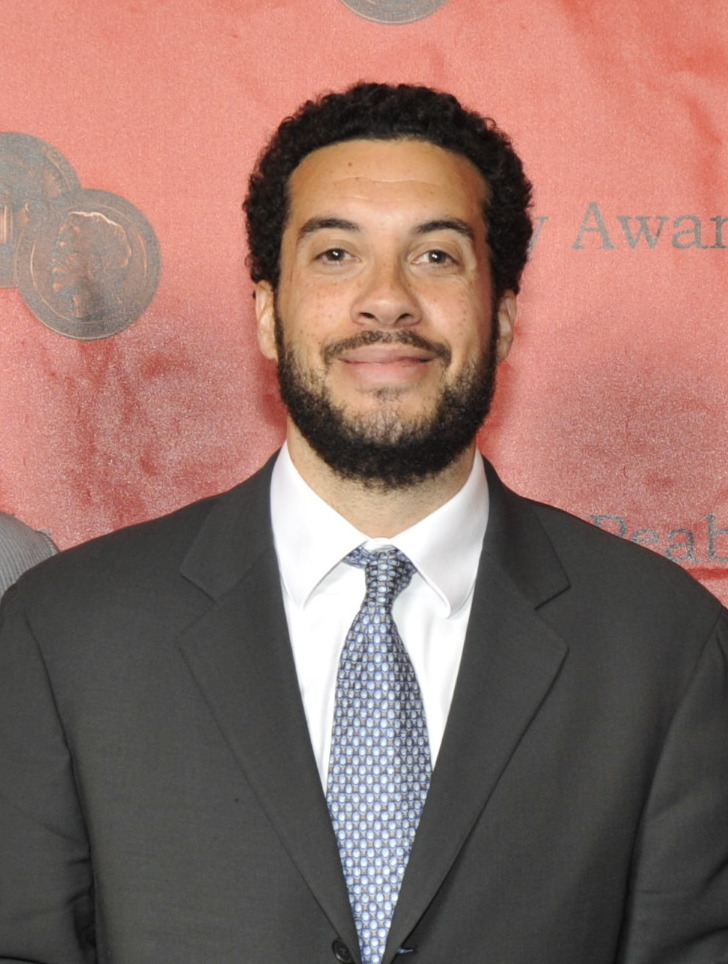
エズラ・エデルマンは長編ドキュメンタリー映画賞を獲得した。

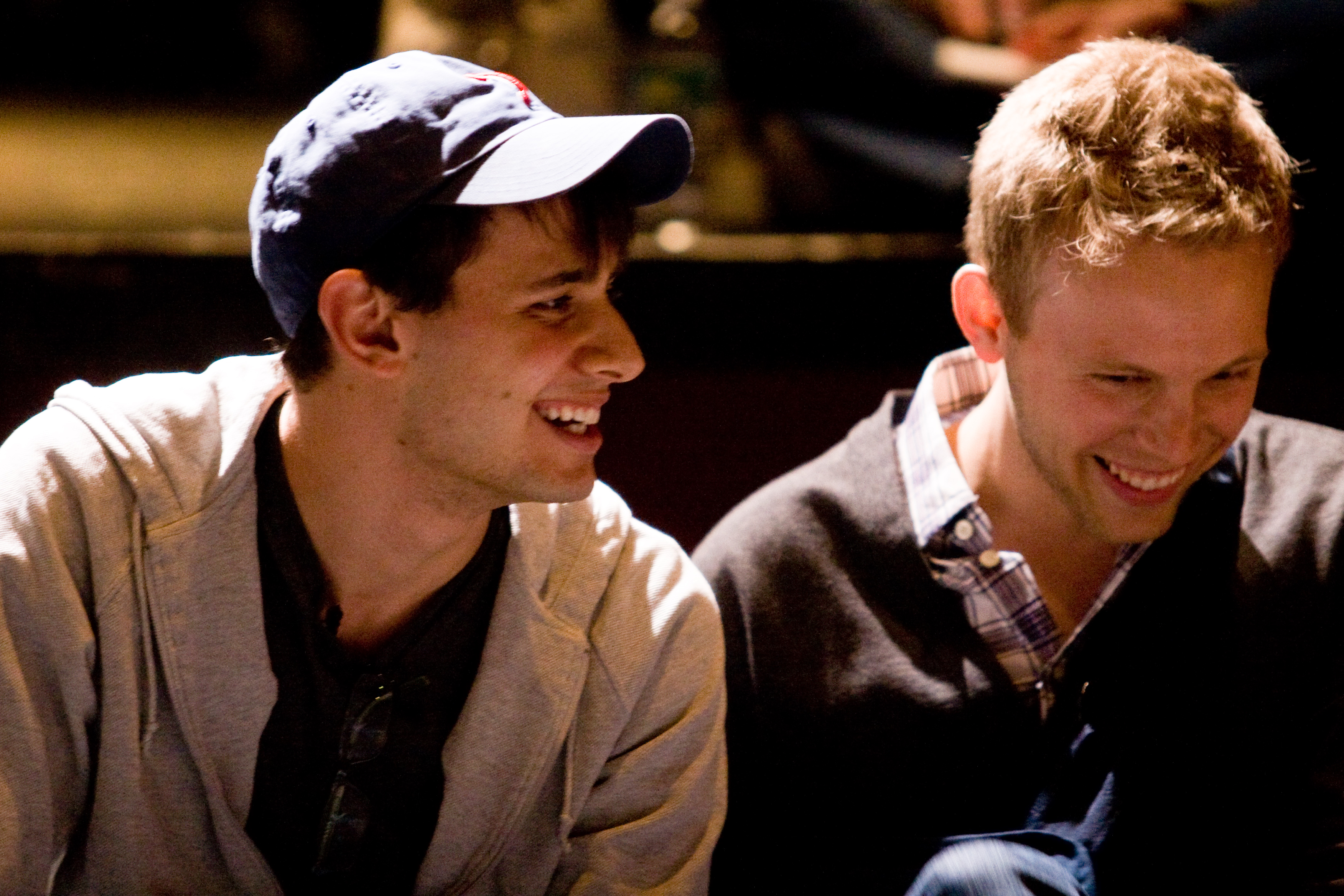
ベンジ・パセックとジャスティン・ポールは歌曲賞を獲得した。

受賞者は各項目最上段に太字でダブルダガー () 付きのものである。
| 作品賞 - 『ムーンライト』 - アデル・ロマンスキー、デデ・ガードナー、ジェレミー・クライナー - 『メッセージ』 - ショーン・レヴィ、ダン・レヴィン、アーロン・ライダー、デヴィッド・リンド - 『フェンス』 - スコット・ルーディン、デンゼル・ワシントン、トッド・ブラック - 『ハクソー・リッジ』 - ビル・メカニック、デヴィッド・パーマット - 『最後の追跡』 - カーラ・ハッケン、ジュリー・ヨーン - 『ドリーム』 - ドナ・ジグリオッティ、ピーター・チャーニン、ジェンノ・トッピング、ファレル・ウィリアムス、セオドア・メルフィ - 『ラ・ラ・ランド』 - フレッド・バーガー、ジョーダン・ホロウィッツ、マーク・プラット - 『LION/ライオン 〜25年目のただいま〜』 - エミール・シャーマン、イアン・カニング、アンジー・フィールダー - 『マンチェスター・バイ・ザ・シー』 - マット・デイモン、キンバリー・スチュワード、クリス・ムーア、ローレン・ベック、ケヴィン・J・ウォルシュ | 監督賞 - デミアン・チャゼル - 『ラ・ラ・ランド』 - メル・ギブソン - 『ハクソー・リッジ』 - バリー・ジェンキンス - 『ムーンライト』 - ケネス・ロナーガン - 『マンチェスター・バイ・ザ・シー』 - ドゥニ・ヴィルヌーヴ - 『メッセージ』 |
| 主演男優賞 - ケイシー・アフレック – 『マンチェスター・バイ・ザ・シー』 - リー・チャンドラー役 - アンドリュー・ガーフィールド – 『ハクソー・リッジ』 - デズモンド・T・ドス役 - ライアン・ゴズリング - 『ラ・ラ・ランド』 - セバスチャン・チャンドラー役 - ヴィゴ・モーテンセン – 『はじまりへの旅』 - ベン・キャッシュ役 - デンゼル・ワシントン – 『フェンス』 - トロイ・マクソン役 | 主演女優賞 - エマ・ストーン - 『ラ・ラ・ランド』 - ミア・ドーラン役 - イザベル・ユペール - 『エル ELLE』 - ミシェル・ルブラン役 - ルース・ネッガ – 『ラビング 愛という名前のふたり』 - ミルドレッド・ラビング役 - ナタリー・ポートマン - 『ジャッキー/ファーストレディ 最後の使命』 - ジャッキー・ケネディ役 - メリル・ストリープ - 『マダム・フローレンス! 夢見るふたり』 - フローレンス・フォスター・ジェンキンス役 |
| 助演男優賞 - マハーシャラ・アリ - 『ムーンライト』 - フアン役 - ジェフ・ブリッジス - 『最後の追跡』 - テキサス・レンジャー・マーカス・ハミルトン役 - ルーカス・ヘッジズ - 『マンチェスター・バイ・ザ・シー』 - パトリック・チャンドラー役 - デーヴ・パテール - 『LION/ライオン 〜25年目のただいま〜』 - サルー・ブライアリー役 - マイケル・シャノン – 『ノクターナル・アニマルズ』 - ボビィ・アンデス刑事役 | 助演女優賞 - ヴィオラ・デイヴィス – 『フェンス』 - ローズ・マクソン役 - ナオミ・ハリス – 『ムーンライト』 - ポーラ役 - ニコール・キッドマン - 『LION/ライオン 〜25年目のただいま〜』 - スー・ブライアリー役 - オクタヴィア・スペンサー - 『ドリーム』 - ドロシー・ヴォーン役 - ミシェル・ウィリアムズ – 『マンチェスター・バイ・ザ・シー』 - ランディ・チャンドラー役 |
| 脚本賞 - 『マンチェスター・バイ・ザ・シー』 - ケネス・ロナーガン - 『最後の追跡』 - テイラー・シェリダン - 『ラ・ラ・ランド』 - デミアン・チャゼル - 『ロブスター』 – ヨルゴス・ランティモス、エフティミス・フィリップ - 『20センチュリー・ウーマン』 - マイク・ミルズ | 脚色賞 - 『ムーンライト』 – バリー・ジェンキンス、タレル・アルヴィン・マクレイニー - タレル・アルヴィン・マクレイニーの未発表戯曲『In Moonlight Black Boys Look Blue』より - 『メッセージ』 – エリック・ハイセラー - テッド・チャンの短編小説「あなたの人生の物語」より - 『フェンス』 - オーガスト・ウィルソン - オーガスト・ウィルソンの戯曲『フェンス』より (死後候補) - 『ドリーム』 - アリソン・シュローダー、セオドア・メルフィ - マーゴット・リー・シェッタリーの書籍『Hidden Figures』より - 『LION/ライオン 〜25年目のただいま〜』 - ルーク・デイヴィス - サルー・ブライアリーとラリー・バットローズの書籍『25年目の「ただいま」』より                           |
| 長編アニメ映画賞 - 『ズートピア』 - バイロン・ハワード、リッチ・ムーア、クラーク・スペンサー - 『KUBO/クボ 二本の弦の秘密』 - トラヴィス・ナイト、アリアン・サットナー - 『モアナと伝説の海』 - ジョン・マスカー、ロン・クレメンツ、オスナット・シューラー - 『ぼくの名前はズッキーニ』 - クラウド・バラス、マックス・カーリ - 『レッドタートル ある島の物語』 - マイケル・デュドク・ドゥ・ヴィット、鈴木敏夫 | 外国語映画賞 - 『セールスマン』 ( イラン)、ペルシア語 - アスガル・ファルハーディー - 『ヒトラーの忘れもの』 ( デンマーク)、デンマーク語 - マーチン・サントフリート - 『幸せなひとりぼっち』 ( スウェーデン)、スウェーデン語 - ハンネス・ホルム - 『タンナ』 ( オーストラリア)、Nauvhal – マーティン・バトラー、ベントレー・ディーン - 『ありがとう、トニ・エルドマン』 ( ドイツ)、ドイツ語 - マーレン・アデ |
| 長編ドキュメンタリー映画賞 - O.J.: Made in America - エズラ・エデルマン、キャロライン・ウォーターロー - 『海は燃えている〜イタリア最南端の小さな島〜』 - ジャンフランコ・ロージ、ドナテッラ・パレルモ - 『私はあなたのニグロではない』 - ラウル・ペック、レミ・グルレティ、エイバート・ペック - 『ぼくと魔法の言葉たち』 - ロジャー・ロス・ウィリアムズ、ジュリー・ゴールドマン - 『13th -憲法修正第13条-』 – エイヴァ・デュヴァーネイ、スペンサー・アヴァリック、ハワード・バリッシュ | 短編ドキュメンタリー映画賞 - 『ホワイト・ヘルメット -シリアの民間防衛隊-』 – オーランド・ヴォン・アインシーデル、ジョアンナ・ナタセガラ - 『最期の祈り』 – ダン・クラウス - 4.1 Miles - ダフニ・マジアラキ - Joe's Violin - カハネ・クーパーマン、ラファエラ・ネイハウセン - Watani: My Homeland - マルセル・メッテルシェーフェン、ステファン・エリス |
| 短編映画賞 - 『合唱』 - クリストフ・デアーク、ウドヴァルディ・アンナ - 『同胞の敵』 - セリム・アザシ - 『彼女とTGV』 – ティモ・ヴォン・グンテン、ジャクーン・カドゥーフ - Silent Nights - アスキー・バン、キム・マグヌッソン - 『タイムコード』 – フアンホ・ヒメネス | 短編アニメ賞 - 『ひな鳥の冒険』 - アラン・バリラーロ、マーク・ソンドハイマー - Blind Vaysha - テオドル・ウシェフ - 『与えられた時間』 - アンドリュー・コーツ、ルー・ハム＝ハジ - Pear Cider and Cigarettes - ロバート・バレー、カーラ・スペラー - Pearl - パトリック・オズボーン |
| 作曲賞 - 『ラ・ラ・ランド』 – ジャスティン・ハーウィッツ - 『ジャッキー/ファーストレディ 最後の使命』 – ミカ・レヴィ - 『LION/ライオン 〜25年目のただいま〜』 - ダスティン・オハロラン、ハウシュカ - 『ムーンライト』 – ニコラス・ブリテル - 『パッセンジャー』 – トーマス・ニューマン | 歌曲賞 - 「シティ・オブ・スターズ」 - 『ラ・ラ・ランド』 – 作曲: ジャスティン・ハーウィッツ、作詞 : ベンジ・パセック、ジャスティン・ポール - 「オーディション（ザ・フールズ・フー・ドリーム）」 - 『ラ・ラ・ランド』 – 作曲 ジャスティン・ハーウィッツ、作詞: ベンジ・パセック、ジャスティン・ポール - 「キャント・ストップ・ザ・フィーリング!」 - 『トロールズ』 - 作曲・作詞: ジャスティン・ティンバーレイク、マックス・マーティン、カール・ヨハン・シュスター (シェルバック) - "The Empty Chair" - Jim: The James Foley Story - 作曲・作詞: J・ラルフ、スティング - 「どこまでも 〜How Far I'll Go〜」 - 『モアナと伝説の海』 – 作曲・作詞: リン＝マニュエル・ミランダ |
| 音響編集賞 - 『メッセージ』 – シルヴァン・ベルマール - 『バーニング・オーシャン』 – ウィリー・ステイトマン、レニー・トンデッリ - 『ハクソー・リッジ』 – ロバート・マッケンジー、アンディ・ライト - 『ラ・ラ・ランド』 – アイ＝リン・リー、ミルドレッド・イアットルー・モーガン - 『ハドソン川の奇跡』 – アラン・ロバート・マレー、バブ・アズマン | 録音賞 - 『ハクソー・リッジ』 – ケヴィン・オコネル、アンディ・ライト、ロバート・マッケンジー、ピーター・グレイス - 『メッセージ』 - バーナード・ガリエフィ・ストロブル、クロード・ラ・アヤ - 『ラ・ラ・ランド』 – アンディ・ネルソン、アイ＝リン・リー、スティーヴ・A・モロー - 『ローグ・ワン/スター・ウォーズ・ストーリー』 – デヴィッド・パーカー、クリストファー・スカラボシオ、スチュアート・ウィルソン - 『13時間 ベンガジの秘密の兵士』 - グレッグ・P・ラッセル、ゲイリー・サマーズ、ジェフリー・J・ハバッシュ、マック・ルース |
| 美術賞 - 『ラ・ラ・ランド』 - デヴィッド・ワスコ、サンディ・レイノルズ・ワスコ - 『メッセージ』 - パトリス・ヴァーメット、ポール・ホッテ - 『ファンタスティック・ビーストと魔法使いの旅』 - スチュアート・クレイグ、アンナ・ピノック - 『ヘイル、シーザー!』 - ジェス・ゴンコール、ナンシー・ハイ - 『パッセンジャー』 - ガイ・ヘンドリックス・ディアス、ジーン・サーデナ | 撮影賞 - 『ラ・ラ・ランド』 – リヌス・サンドグレン - 『メッセージ』 - ブラッドフォード・ヤング - 『LION/ライオン 〜25年目のただいま〜』 – グリーグ・フレイザー - 『ムーンライト』 – ジェームズ・ラクストン - 『沈黙 -サイレンス-』 – ロドリゴ・プリエト |
| メイクアップ&ヘアスタイリング賞 - 『スーサイド・スクワッド』 – アレッサンドロ・ベルトラッツィ、ジョルジオ・グレゴリーニ、クリストファー・ネルソン - 『幸せなひとりぼっち』 – エヴァ・フォン・バール、ラヴ・ラーソン - 『スター・トレック BEYOND』 – ジョエル・ハーロウ、リチャード・アロンゾ | 衣裳デザイン賞 - 『ファンタスティック・ビーストと魔法使いの旅』 – コリーン・アトウッド - 『マリアンヌ』 – ジョアンナ・ジョンストン - 『マダム・フローレンス! 夢見るふたり』 – コンソラータ・ボイル - 『ジャッキー/ファーストレディ 最後の使命』 – マデリーン・フォンテーヌ - 『ラ・ラ・ランド』 – メアリー・ゾフレス |
| 編集賞 - 『ハクソー・リッジ』 - ジョン・ギルバート - 『メッセージ』 – ジョー・ウォーカー - 『最後の追跡』 - ジェイク・ロバーツ - 『ラ・ラ・ランド』 – トム・クロス - 『ムーンライト』 - ナット・サンダーズ、ジョイ・マクミロン | 視覚効果賞 - 『ジャングル・ブック』 - ロバート・レガート、アダム・ヴァルデス、アンドリュー・R・ジョーンズ、ダン・レモン - 『バーニング・オーシャン』 - クレイグ・ハマック、ジェイソン・スネル、ジェイソン・ビリントン、バート・ダルトン - 『ドクター・ストレンジ』 - ステファン・セレッティ、リチャード・ブラフ、ヴィンセント・チレリ 、ポール・コーボールド - 『KUBO/クボ 二本の弦の秘密』 - スティーヴ・エマーソン、オリバー・ジョーンズ、ブライアン・マクリーン、ブラッド・シフ - 『ローグ・ワン/スター・ウォーズ・ストーリー』 - ジョン・ノール、モヘン・レオ、ハル・ヒッケル、ニール・コーボールド                                                                   |

### ガヴァナーズ賞
アカデミーは2016年11月12日に8回目となるガヴァナーズ賞授賞式を開催し、以下の賞が贈られた:
アカデミー名誉賞
- ジャッキー・チェン - 香港の武術家、俳優、映画監督、プロデューサー、歌手[20]。
- アン・V・コーツ - イギリスの編集技師[21]。
- リン・スタルマスター（英語版） - アメリカ合衆国のキャスティング・ディレクター[22]
- フレデリック・ワイズマン - アメリカ合衆国の映画製作者、ドキュメンタリー作家、舞台監督[23]。

### 複数の部門での候補及び受賞作品
| 候補数 | 作品                                           |
| ------ | ---------------------------------------------- |
| 14     | 『ラ・ラ・ランド』                             |
| 8      | 『メッセージ』                                 |
| 8      | 『ムーンライト』                               |
| 6      | 『ハクソー・リッジ』                           |
| 6      | 『LION/ライオン 〜25年目のただいま〜』         |
| 6      | 『マンチェスター・バイ・ザ・シー』             |
| 4      | 『フェンス』                                   |
| 4      | 『最後の追跡』                                 |
| 3      | 『ドリーム』                                   |
| 3      | 『ジャッキー/ファーストレディ 最後の使命』     |
| 2      | 『幸せなひとりぼっち』                         |
| 2      | 『バーニング・オーシャン』                     |
| 2      | 『ファンタスティック・ビーストと魔法使いの旅』 |
| 2      | 『マダム・フローレンス! 夢見るふたり』         |
| 2      | 『KUBO/クボ 二本の弦の秘密』                   |
| 2      | 『モアナと伝説の海』                           |
| 2      | 『パッセンジャー』                             |
| 2      | 『ローグ・ワン/スター・ウォーズ・ストーリー』  |

| 受賞数 | 作品                               |
| ------ | ---------------------------------- |
| 6      | 『ラ・ラ・ランド』                 |
| 3      | 『ムーンライト』                   |
| 2      | 『ハクソー・リッジ』               |
| 2      | 『マンチェスター・バイ・ザ・シー』 |

## プレゼンターとパフォーマー
以下は賞のプレゼンターとミュージカルナンバーのパフォーマーの一覧である。

### プレゼンター
| 名前                                                                                   | 役割 |
| -------------------------------------------------------------------------------------- | --- |
| ランディ・トーマス                                                                     | 第89回アカデミー賞のアナウンス                                                                           |
| アリシア・ヴィキャンデル                                                               | 助演男優賞のプレゼンター                                                                                 |
| ジェイソン・ベイトマン ケイト・マッキノン                                              | メイクアップ&ヘアスタイリング賞及び衣裳デザイン賞のプレゼンター                                          |
| タラジ・P・ヘンソン キャサリン・ジョンソン ジャネール・モネイ オクタヴィア・スペンサー | 長編ドキュメンタリー映画賞のプレゼンター                                                                 |
| ドウェイン・ジョンソン                                                                 | 歌曲賞候補「どこまでも 〜How Far I'll Go〜」のパフォーマンスのプレゼンター                               |
| シェリル・ブーン・アイザックス (AMPAS)                                                 | 映画と多様性のメリットを強調する特別プレゼンテーション                                                   |
| ソフィア・ブテラ クリス・エヴァンス                                                    | 音響編集賞及び録音賞のプレゼンター                                                                       |
| ヴィンス・ヴォーン                                                                     | ガヴァナーズ賞受賞者のプレゼンター                                                                       |
| マーク・ライランス                                                                     | 助演女優賞のプレゼンター                                                                                 |
| シャーリー・マクレーン シャーリーズ・セロン                                            | 外国語映画賞のプレゼンター                                                                               |
| デーヴ・パテール                                                                       | 歌曲賞候補「The Empty Chair」のパフォーマンスのプレゼンター                                              |
| ガエル・ガルシア・ベルナル ヘイリー・スタインフェルド                                  | 短編アニメ賞及び長編アニメ映画賞のプレゼンター                                                           |
| ジェイミー・ドーナン ダコタ・ジョンソン                                                | 美術賞のプレゼンター                                                                                     |
| リズ・アーメッド フェリシティ・ジョーンズ                                              | 視覚効果賞のプレゼンター                                                                                 |
| マイケル・J・フォックス セス・ローゲン                                                 | 編集賞のプレゼンター                                                                                     |
| サルマ・ハエック デヴィッド・オイェロウォ                                              | 短編ドキュメンタリー映画賞及び短編映画賞のプレゼンター                                                   |
| ジョン・チョー レスリー・マン                                                          | アカデミー科学技術賞のセグメントのプレゼンター                                                           |
| ハビエル・バルデム メリル・ストリープ                                                  | 撮影賞のプレゼンター                                                                                     |
| ライアン・ゴズリング エマ・ストーン                                                    | 歌曲賞候補「シティ・オブ・スターズ」及び「オーディション（ザ・フールズ・フー・ドリーム）」のプレゼンター |
| サミュエル・L・ジャクソン                                                              | 作曲賞のプレゼンター                                                                                     |
| スカーレット・ヨハンソン                                                               | 歌曲賞のプレゼンター                                                                                     |
| ジェニファー・アニストン                                                               | 『イン・メモリアル』トリビュートのプレゼンター                                                           |
| ベン・アフレック マット・デイモン                                                      | 脚本賞のプレゼンター                                                                                     |
| エイミー・アダムス                                                                     | 脚色賞のプレゼンター                                                                                     |
| ハル・ベリー                                                                           | 監督賞のプレゼンター                                                                                     |
| ブリー・ラーソン                                                                       | 主演男優賞のプレゼンター                                                                                 |
| レオナルド・ディカプリオ                                                               | 主演女優賞のプレゼンター                                                                                 |
| ウォーレン・ベイティ フェイ・ダナウェイ                                                | 作品賞のプレゼンター。ミスの後にジョーダン・ホロウィッツが受賞作を発表し、オスカー像を渡した。           |

### パフォーマー
| 名前                                                | 役割                                  | 内容                                                                                                  |
| --------------------------------------------------- | ------------------------------------- | --- |
| ハロルド・ホイーラー                                | ミュージカルアレンジャー コンダクター | オーケストラル                                                                                        |
| ジャスティン・ティンバーレイク                      | パフォーマー                          | 「キャント・ストップ・ザ・フィーリング!」 - 『トロールズ』 「Lovely Day」                             |
| アウリイ・クラヴァーリョ リン＝マニュエル・ミランダ | パフォーマー                          | 「どこまでも 〜How Far I'll Go〜」 - 『モアナと伝説の海』                                             |
| スティング                                          | パフォーマー                          | 「The Empty Chair」 - Jim: The James Foley Story                                                      |
| ジョン・レジェンド                                  | パフォーマー                          | 「シティ・オブ・スターズ」及び「オーディション（ザ・フールズ・フー・ドリーム）」 - 『ラ・ラ・ランド』 |
| サラ・バレリス                                      | パフォーマー                          | 『イン・メモリアル』トリビュートの際の「青春の光と影（Both Sides, Now）」                             |

## 授賞式情報

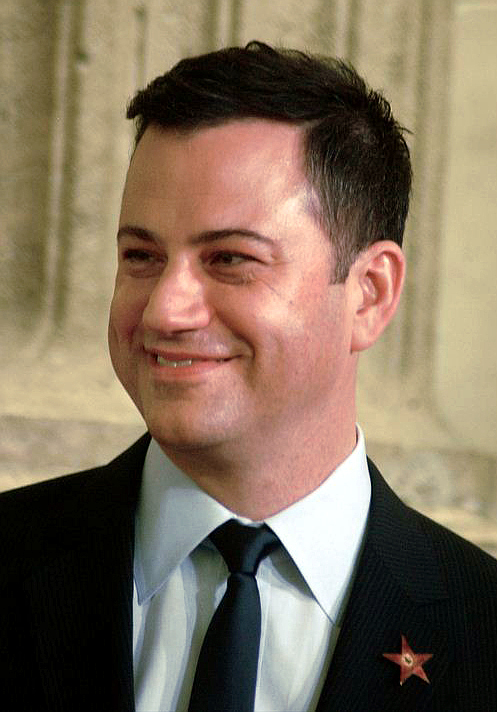
第89回アカデミー賞授賞式の司会を務めたジミー・キンメル。

前年の授賞式の低視聴率と低評価を受けてプロデューサーのデヴィッド・ヒルとレジナルド・ハドリンが降板し、代わってマイケル・デ・ルカとジェニファー・トッドが就任した。また俳優でコメディアンのクリス・ロックは『バラエティ』で司会を続投する意思があるかについて「誰かがやるだろうね」と語った。2016年12月、ジミー・キンメルが司会を務めることが発表され、彼はプロデューサーに「優れた計画とその熱意が伝染している」と説明し、「89回目にして最後のオスカーの司会に選ばれたことを光栄に思う」と述べた。
キンメルが司会を務めることに伴い、ABCは過去数年にわたって授賞式の後に放送していた『ジミー・キンメル・ライブ!』の特別エピソードを中止した。代わりにABC『Live from Hollywood: The After Party』を放送し、『グッド・モーニング・アメリカ』のアンソニー・アンダーソンとララ・スペンサーが司会を務めた。ステージのセットはデレク・マクレーンがデザインした。

### 候補作品の興行収入
| 作品                               | 候補発表前 (1月24日以前) | 候補発表後 (1月24日 - 2月26日) | 授賞式後 (2月26日) | 累計           |
| ---------------------------------- | ------------------------ | ------------------------------ | ------------------ | -------------- |
| ドリーム                           | $85 million              | $67.8 million                  | $1.2 million       | $153.9 million |
| ラ・ラ・ランド                     | $90.5 million            | $50.5 million                  | $986,175           | $141.9 million |
| メッセージ                         | $95.7 million            | $4.6 million                   | $42,681            | $100.4 million |
| ハクソー・リッジ                   | $65.5 million            | $1.4 million                   | $12,018            | $66.9 million  |
| フェンス                           | $48.8 million            | $7.7 million                   | $143,932           | $56.7 million  |
| LION/ライオン 〜25年目のただいま〜 | $16.5 million            | $26.3 million                  | $882,844           | $52.2 million  |
| マンチェスター・バイ・ザ・シー     | $39 million              | $7.9 million                   | –                  | $46.9 million  |
| 最後の追跡                         | $27 million              | –                              | –                  | $27 million    |
| ムーンライト                       | $15.9 million            | $6.3 million                   | $339,772           | $22.6 million  |
| 合計                               | $483.9 million           | $172.4 million                 | $3.6 million       | $660.1 million |
| 平均                               | $53.8 million            | $19.2 million                  | $404,362           | $73.3 million  |

候補が発表された時点で、作品賞候補映画のうち最も北米興行収入が高かったのは『メッセージ』の9570万ドルであった。次いで『ラ・ラ・ランド』（9050万ドル）、『ドリーム』（8500万ドル）、『ハクソー・リッジ』（6550万ドル）、『フェンス』（4880万ドル）、『マンチェスター・バイ・ザ・シー』（3900万ドル）、『最後の追跡』（2700万ドル）、『LION/ライオン 〜25年目のただいま〜』（1650万ドル）、『ムーンライト』（1580万ドル）となっている。
また候補に挙がった35作品のうち北米興行収入トップ50に入っていたのは13作品であった。そのうち作品賞、長編アニメ映画賞、監督賞、演技賞、脚本・脚色賞の候補作は『ズートピア』（3位）、『モアナと伝説の海』（15位）、『ラ・ラ・ランド』（45位）、『メッセージ』（45位）のみであった。その他の部門の候補作では『ローグ・ワン/スター・ウォーズ・ストーリー』（4位）、『ジャングル・ブック』（5位）、『ファンタスティック・ビーストと魔法使いの旅』（8位）、『スーサイド・スクワッド』（10位）、『ドクター・ストレンジ』（11位）、『スター・トレック BEYOND』（24位）、『トロールズ』（25位）、『パッセンジャー』（30位）、『ハドソン川の奇跡』（32位）がトップ50に入っている。

### 人種問題
アカデミー賞は過去2年間で有色人種の俳優が候補に挙がっていないこと等、主要部門候補者の人種の多様性の欠如が指摘されていた。1月24日に第89回アカデミー賞の候補者が発表されると、多数のメディアが7人の有色人種俳優が候補に挙がり、内6人が黒人俳優で史上最多記録であることを報じた。アカデミー賞の歴史上初めて演技4部門全てで黒人俳優が候補に挙がっており、助演女優賞では3人の黒人女優、脚色賞では3人の黒人脚本家が候補となった。また黒人監督が監督賞の候補者となるのは史上4例目である。
一方で非黒人のマイノリティたちの俳優やメディア団体によって批判は続いた。ナショナル・ヒスパニック・メディア連合は「（ラテン系の俳優は）カメラの前で働く機会を得られず、そしてカメラの裏側も例外ではない」と主張した。またアジア太平洋アメリカメディア連合会のダニエル・メイダ会長は候補者にアジア系俳優がほとんど挙がっていない（助演男優賞のデーヴ・パテールのみ）ことに触れ、「ハリウッドでのアジア人の本当の機会が失われ続けている」と述べた。
ヴィオラ・デイヴィスは『ダウト〜あるカトリック学校で〜』（2008年）、『ヘルプ 〜心がつなぐストーリー〜』（2011年）に続いて3度目の候補であるが、これはアフリカ系アメリカ人女優としては最多記録である。ブラッドフォード・ヤングはアフリカ系アメリカ人としては初めての撮影賞候補者であり、またジョイ・マクミロンは『真夜中のカーボーイ』のヒュー・A・ロバートソン以来となるアフリカ系アメリカ人の編集賞候補者である。
『ムーンライト』は史上初めて主要キャストが黒人のみで作品賞を受賞した映画となった
。
今回受賞に至った黒人の数は史上最多である。

### 入国禁止令に対する抗議
『セールスマン』で外国語映画賞を獲得したイラン人監督のアスガル・ファルハーディーは当初はドナルド・トランプ大統領による入国禁止令により出席不可能であることが報じられていた。その後彼は「私は映画界の仲間と一緒にアカデミー賞授賞式に出席しないことに決めた」とボイコットを表明した。アカデミー会長のシェリル・ブーン・アイザックスは入国禁止令に対し、「アメリカは常にバリアではなくビーコンでなければならず、私たち一人ひとりが若干の空席がアカデミー・アーティストを活動家にしたこの部屋にあることを知っている」と述べた。
欠席したファルハーディーに代わり、著名なイラン系アメリカ人であるアニューシャ・アンサリ（史上初の女性の民間宇宙旅行者）とフィルー・ナデリ（元NASA太陽系探査委員会長官）がオスカー像を受け取った。当初、アメリカ合衆国国務省公式のペルシャ語のツイッターアカウントには受賞を祝福する声明が投稿されていたが、ナデリがスピーチでトランプの入国禁止令を「非人道的」であると非難した直後に削除された。
2017年5月、第70回カンヌ国際映画祭の会場で、メレディス・シア（映画芸術科学アカデミーのメンバーの一人）がファルハーディーにオスカー像を手渡した。

### 作品賞発表間違い
作品賞のプレゼンターは『俺たちに明日はない』の50周年を記念してウォーレン・ベイティとフェイ・ダナウェイがプレゼンターを務め、ステージに立った。封筒を開けるとベイティは受賞者の発表をためらい、直後にダナウェイに見せると彼女は『ラ・ラ・ランド』の勝利を宣言した。しかしながら『ラ・ラ・ランド』のプロデューサーがステージに上がって受賞スピーチを始めると、オスカーのスタッフが駆け寄り、封筒を取り上げて発表に間違いがあったことを説明した。『ラ・ラ・ランド』のプロデューサーの1人であるフレッド・バーガーが「どうやら我々は負けだったようだ」と述べてスピーチを締めくくり、同じくプロデューサーのジョーダン・ホロウィッツにマイクが戻って本当の受賞作が『ムーンライト』であることが発表された。ホロウィッツは正しい受賞作が記されたカードをカメラに示した。そして再びベイティがマイクの前に立ち、誤って『ラ・ラ・ランド』の主演女優賞のエマ・ストーンのカードを読み上げてしまったと説明した。短い混乱の後、改めて『ムーンライト』のプロデューサーたちが受賞スピーチを行った。
『ハリウッド・リポーター』によると、投票結果を集計し、封筒を準備し、プレゼンターに渡しているプライスウォーターハウスクーパース（PwC）は常に2組の封筒を用意してステージ際に保管していた。静止画像からステージに立つベイティとダナウェイが「Actress in a Leading Role」と記された予備封筒を持っていることが確認できる。
PwCはこの間違いに対する謝罪声明を発表した:
| 「 | 『ラ・ラ・ランド』と『ムーンライト』、プレゼンターを務めたウォーレン・ベイティとフェイ・ダナウェイ、そして視聴者の皆様に作品賞発表時に起きた間違いについて心より謝罪します。プレゼンターは誤って間違った部門の封筒を渡され、それに気づいたときにはすぐに訂正しました。われわれは現在、どうしてこのようなことが起き得たのか調査をしており、このような事態になってしまったことを深く後悔しています。この状況に対処してくださった候補者の皆さんとアカデミー、ABC局、司会のジミー・キンメルに感謝しています。 | 」 |

また『ニューヨーク・タイムズ』の記事ではこのように分析されている:
| 「 | 封筒のデザインが原因の可能性がある。今年の封筒はデザインが変わっており、赤い紙に金の文字で書かれている。それは文字を読みにくくしている可能性がある。封筒のデザインと発注はPwCではなく映画芸術科学アカデミーの担当のはずだ。 | 」 |

さらにPwCは授賞式中にはソーシャルメディアを使わないようにスタッフに指示していたが、封筒配布担当者は間違ったものを渡す直前にTwitterを使っていたと報じられている。

### 批評家の反応と視聴率
アメリカ合衆国の視聴者数はニールセン・レイティングによると3290万人で前年を4%下回っており、第80回（2008年）の3200万人以来最低値を記録した。

## イン・メモリアル
「イン・メモリアル」のセグメントはジェニファー・アニストンが紹介し、モンタージュ中にはサラ・バレリスが「青春の光と影（Both Sides, Now）」を歌った。直前にアニストンは授賞式前日に亡くなった俳優のビル・パクストンへの追悼の意を示した。以下、トリビュートされた順に人物を記述する:
- アーサー・ヒラー
- ケン・アダム
- トレイシー・スコット（英語版）
- ビル・ナン
- アリス・アーレン（英語版）
- ジョージ・ケネディ
- ジーン・ワイルダー
- ドナルド・P・ハリス
- ポール・シルバート（英語版）
- マイケル・チミノ
- アンジェイ・ワイダ
- パティ・デューク
- ゲイリー・マーシャル
- ウィルマ・ベイカー
- エマニュエル・リヴァ
- ジャネット・パターソン（英語版）
- アントン・イェルチン
- メアリー・タイラー・ムーア
- プリンス
- ケニー・ベイカー
- ジョン・ハート
- ジム・クラーク
- ノーマ・モリソー（英語版）
- フェーン・ブフナー
- キット・ウェスト（英語版）
- ルピタ・トヴァー（英語版）
- マンリオ・ロケッティ（英語版）
- パット・コンロイ（英語版）
- ナンシー・レーガン
- アッバス・キアロスタミ
- ウィリアム・ピーター・ブラッティ
- ケン・ハワード
- タイラス・ウォン（英語版）
- エクトール・バベンコ
- カーティス・ハンソン
- マーニ・ニクソン
- レイ・ウエスト
- ラウール・クタール
- ザ・ザ・ガボール
- アントニー・ギブス（英語版）
- オム・プリ
- アンドレア・ジャッフェ（英語版）
- リチャード・ポートマン
- デビー・レイノルズ
- キャリー・フィッシャー

オーストラリア人衣裳デザイナーであるジャネット・パターソンの箇所では誤って存命のオーストラリア人プロデューサーのジャン・チャップマンの写真が使われてしまった。
「イン・メモリアル」では
ギャリー・シャンドリング、ロバート・ヴォーン、フローレンス・ヘンダーソン、ドリス・ロバーツ、アレクシス・アークエット、バート・クウォーク（全てテレビで活躍した俳優だが、映画にも出演していた）、ミゲル・フェラー、ジョン・ポリト、プロデューサーのダン・アイアランドが取り上げられなかったことが指摘された。アークエットが取り上げられ無かったことに対してアカデミー賞受賞女優でもあるパトリシア・アークエットは「アレクシスは大きな仕事をしていたものの、業界で働く数少ないトランスのアーティストの1人だった」「あなたはアカデミーが少しでもトランスセクシャルに敬意を払うべきと考えるだろう」と非難した。